# Powiat żarski
Powiat żarski – powiat w Polsce (województwo lubuskie), utworzony w 1999 roku w ramach reformy administracyjnej. Jego siedzibą jest miasto Żary. Powiat położony jest w następujących regionach fizycznogeograficznych: Bory Dolnośląskie, Wzniesienia Żarskie, Wzniesienia Gubińskie z Borami Zielonogórskimi oraz Obniżenie Nowosolskie, Kotlina Zasiecka i Wał Mużakowski.
Na zachodzie graniczy z niemieckimi landami Brandenburgia i Saksonia.

## Podział administracyjny
Stan na dzień 31 grudnia 2021:
| Gmina            | Typ             | Pow.      | Ludność |
| ---------------- | --------------- | --------- | ------- |
| Brody            | miejsko-wiejska | 240,7 km² | 3 336   |
| Jasień           | miejsko-wiejska | 126,8 km² | 6 867   |
| Lipinki Łużyckie | wiejska         | 88,7 km²  | 3 333   |
| Lubsko           | miejsko-wiejska | 182,7 km² | 18 061  |
| Łęknica          | miejska         | 16,4 km²  | 2 364   |
| Przewóz          | wiejska         | 178,3 km² | 3 091   |
| Trzebiel         | wiejska         | 166,4 km² | 5 613   |
| Tuplice          | wiejska         | 65,8 km²  | 3 001   |
| Żary             | miejska         | 33,5 km²  | 36 559  |
| Żary             | wiejska         | 293,6 km² | 12 283  |

## Demografia

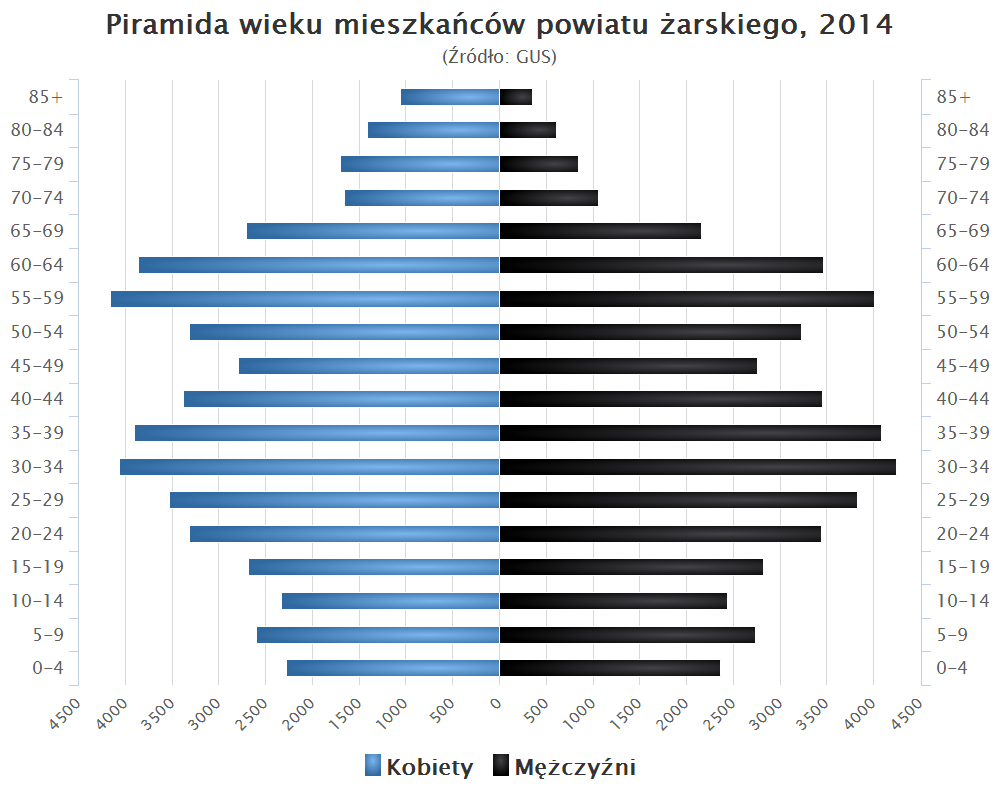
Piramida wieku mieszkańców powiatu żarskiego w 2014 roku

Powiat żarski jest powiatem ziemskim o największej liczbie mieszkańców województwa lubuskiego.
Według danych z 31 grudnia 2010 r. powiat miał 98 266 mieszkańców.
Według danych z 31 grudnia 2019 roku powiat zamieszkiwało 96 111 osób. Natomiast według danych z 31 grudnia 2020 roku powiat zamieszkiwało 95 423 osób.
Liczba ludności (dane z 31 grudnia 2021):
|        | Ogółem | Ogółem | Kobiety | Kobiety | Mężczyźni | Mężczyźni |
| osób   | %      | osób   | %       | osób    | %         |           |
| ------ | ------ | ------ | ------- | ------- | --------- | --------- |
| Ogółem | 94 508 | 100    | 48 667  | 51,50   | 45 841    | 48,50     |
| Miasto | 56 629 | 59,92  | 29 569  | 31,29   | 27 060    | 28,63     |
| Wieś   | 37 879 | 40,08  | 19 098  | 20,21   | 18 781    | 19,87     |

▶Wieś vs ▶miasto
Ogółem (▶k, ▶m)
Miasto (▶k, ▶m)
Wieś (▶k, ▶m)

## Komunikacja
- Linie kolejowe:
  - 14 Żagań – Żary – Zasieki – Forst – (Chociebuż – Berlin)
  - 275 Wrocław – Żagań – Bieniów – Gubinek (na odcinku Żagań – Bieniów wyłącznie jako linia towarowa, na dalszym ciągu do Gubinka nieczynna)
  - 282 Żary – Węgliniec – Legnica
  - 370 Zielona Góra – Nowogród Bobrz. – Bieniów – Żary
  - 380 Jankowa Żagańska – Przewóz (linia towarowa)
  - 389 Żagań – Jankowa Żagańska

- Drogi:
  - autostrada   (Berlin) – Olszyna – Trzebiel – Golnice – (Wrocław)
  - droga krajowa  Łęknica – Trzebiel – Żary – Żagań – Leszno – Lublin
  - droga krajowa  Przewóz – Żary – Nowogród Bobrzański – Zielona Góra
  - droga wojewódzka 286 Gubin – Brody
  - droga wojewódzka 287 (Krosno Odrz.) – Kosierz – Lubsko – Żary
  - droga wojewódzka 289 (Forst) – Zasieki – Brody – Lubsko – Nowogród Bobrzański
  - droga wojewódzka 294 Trzebiel – Tuplice – Jasień
  - droga wojewódzka 350 Łęknica – Przewóz – Gozdnica – Ruszów – Bolesławiec

- Dawne przejścia graniczne:
  - drogowe: osobowo-towarowe Olszyna/Klein Bademeusel, oraz osobowe: Zasieki/Forst, Łęknica/Mużaków i Przewóz/Podrosche.
  - kolejowe Zasieki/Forst (kier. Chociebuż, Berlin).

## Powiaty partnerskie
- Niemcy: Powiat Görlitz (do 2008 powiat Niederschlesischer Oberlausitzkreis)
- Niemcy: Powiat Spree-Neiße

## Starostowie żarscy
Na podstawie źródła:
- Marek Cieślak (3 listopada 1998 – 19 listopada 2002)
- Edward Skobelski (19 listopada 2002 – 27 listopada 2006)
- Marek Cieślak (27 listopada 2006 – 1 grudnia 2014)
- Janusz Dudojć (1 grudnia 2014 – 23 listopada 2018)
- Józef Radzion (23 listopada 2018 – 7 maja 2024)
- Bogdan Kępiński (7 maja 2024 – nadal)

## Sąsiednie powiaty
- Powiat krośnieński
- Powiat zielonogórski
- Powiat żagański
- Powiat zgorzelecki (Województwo dolnośląskie)
- Powiat Görlitz (Saksonia, Niemcy)
- Powiat Spree-Neiße (Brandenburgia, Niemcy)